# Benvenuto, Mister Marshall!
Benvenuto, Mister Marshall! (Bienvenido, Mister Marshall) è un film del 1953 diretto da Luis García Berlanga.

## Trama
Nel piccolo villaggio rurale di Villar del Rio, gli abitanti del posto sono in attesa di una delegazione statunitense. Per ingraziarsi gli stranieri, i cittadini decidono di trasformare il povero borgo in un sontuoso e appariscente luogo.

## Produzione

### Soggetto e sceneggiatura
Si tratta del secondo lungometraggio scritto in collaborazione con Juan Antonio Bardem.

### Riprese
Il film è stato girato interamente a Guadalix de la Sierra, con attori non professionisti.
Il budget a disposizione per Berlanga fu di circa 2,5 milioni di peseta.

## Distribuzione
È uscito nelle sale italiane nel 1953.
Attualmente, le edizioni home video sono solo in lingua originale.
È presente una copia presso il Museo Nacional Centro de Arte Reina Sofía.
È stato restaurato nel 2002, grazie all'intervento dell'imprenditore Enrique Cerezo.

## Accoglienza
Paolo Mereghetti loda la pellicola giudicandola come «decisamente anticonformista», sottolineando la sua importanza per la nascita del nuovo cinema spagnolo. Sempre per il critico, il film «è una corrosiva satira anti-americana».
Antxon Salvador recensisce l'opera come un «classico del cinema».
In un articolo del New York Times, Stephen Holden commenta il lungometraggio descrivendolo come «sfacciato, considerando l'era franchista».

## Riconoscimenti
Presentato al Festival di Cannes, suscitò molte polemiche. Il giurato Edward G. Robinson lo ritenne offensivo. Nonostante ciò, si aggiudicò una menzione speciale per la migliore sceneggiatura. Lo stesso anno, ottenne il medesimo premio al Cinema Writers Circle Awards.